# محوطه سرابله ۱
محوطه سرابله ۱ مربوط به دوره نوسنگی - عصر مس - عصر مفرغ است و در شهرستان سرپل ذهاب، بخش مرکزی، دهستان حومه سرپل، ۴۰۰ متری جنوب شرق روستای دستک علیا واقع شده و این اثر در تاریخ ۲۶ اسفند ۱۳۸۷ با شمارهٔ ثبت ۲۵۵۹۷ به‌عنوان یکی از آثار ملی ایران به ثبت رسیده است.